# Rocío Casco
María Rocío Casco Arce es una política paraguaya y activista por los derechos de las mujeres. Fue miembro de la Cámara de Diputados de Paraguay de 2013 a 2018, donde presentó el proyecto de ley sobre los derechos de las mujeres en situación de violencia doméstica en 2016. 

## Biografía
Antes de su ingreso al Congreso, Casco se desempeñó como concejal de Asunción. Es miembro del Partido Movimiento al Socialismo (PMAS), el cual participó en una alianza de gobierno de centro-izquierda en Paraguay durante la presidencia de Fernando Lugo.  Tras la crisis política en Paraguay de 2012 en la que Lugo fue removido en un juicio político, lo cual llevó a la presidencia a Federico Franco, Casco anunció la creación del Frente Nacional por la Defensa de la Democracia (FNDD), una coalición que consideraba el juicio político un «golpe parlamentario», se oponía al gobierno de Franco.
En las elecciones generales de Paraguay de 2013, el PMAS se unió a la alianza política de centro izquierda Avanza País y Casco fue elegida como miembro de la Cámara de Diputados de Paraguay. No logró la reelección en las elecciones generales de Paraguay de 2018.
En 2020 se desmarcó de los manejos financieros de Camilo Soares en la financiación de Avanza País, calificando a Soares de "estafador y mentiroso".

## Obras
- 'La izquierda paraguaya y los desafíos del nuevo gobierno', en Birgit Daiber, ed. , La izquierda en el gobierno: América Latina y Europa comparadas, Fundación Rosa Luxemburgo, 2010, pp.95-103